# Halštat (drama)
Halštat (igra) (COBISS) je drama Draga Jančarja, izšla je leta 1994 pri Slovenskem stalnem gledališču v Trstu, leta 1996 v Zbirki Samorog (COBISS) pri Novi reviji. Krstno je bila uprizorjena v sezoni 1994/1995 v Slovenskem Stalnem gledališču v Trstu in leta 1995 dobila Grumovo nagrado.

## Vsebina
Prizorišče drame je arheološka delavnica v rudniškem jašku, v zadnjem dejanju pa klop v parku. V njej dominirajo elementi komedije, ki se mešajo s srhljivim. Opazni so elementi anatomskega gledališča, v katerem igrajo glavno vlogo človeška telesa, pravzaprav samo še tisto, kar ostane od teles po smrti in pogrebu: lobanje napolnjene s prstjo, kosti. V Halštatu so to gomile razmetanih človeških okostij po opuščenih rudnikih in drugih breznih.

### 1. dejanje
Anastazija, Neva in Jula sedijo za mizo in čistijo kosti. Vstopi Honza, zanemarjen poraščen klatež, ki ga grmenje prežene v jamo. Dekleta kasneje spoznajo, da je neškodljiv, da išče le streho nad glavo ter topel obrok. Nato vstopi Habilis, profesor in borec za človekove pravice, in prinese veliko kost, ki se kasneje izkaže za kost konja keltskega kneza. Habilis Honzi mu ponudi prenočišče in hrano. V pogovoru se razjasni, da so ti ljudje arheologi, ki izkopavajo keltske kosti, nakit in podobno.
Ponoči Jula zaloti Honzo pri brskanju po Habilisovem suknjiču. V čustvenem dialogu ob žganju Jula razkrije svojo zgodbo iz mladosti. Honzi pove, da sta si na neki način zelo podobna, hkrati pa zelo različna. Nato ga poljubi. Zmotita ju Anastazija in Habilis. Anastazija nato prizna, da bi rajši delala sama z njim in bi Julo in Honza poslala domov, Habilis pa jo prepriča, da je vsakršna pomoč dobodošla.

### 2.  dejanje
Naslednje jutro Habilis prigovarja Juli, da je zadja dva dneva videti slaba. Anastaziji narekuje plan dneva. Izpod mize vstane Honza in Habilis mu ponudi delo – pinašanje izkopanin. Medtem Nela  s špiritom čisti potemnelo fibulo. Habilis stopi do nje in ji prične obuvati nogavico, toda ona se upre in se odloči zapustiti ta »jašek« in oditi ven, na svetlobo. Habilis jo prične zmerjati in takoj nato obljubljati, da bo postala dobra arheologinja.
Sledi Nelin monolog, v katerem se sprašuje, kaj sploh počne tu, med tem kupom kosti, saj nihče ne pomisli, da je nekje med temi kostmi utripalo srce. Arheološki jašek primerja z neke vrste kaznijo, vicami ali celo peklom. Vstopijo Habilis, Honza, Anastazija in Jula in prinesejo kosti. Habilis navdušeno prične razlagati Honzi o truplu, popolnoma zraslim s hribom, ki so ga našli. Honza vstane in pomaha pred Habilisom, kar profesorja razbesni, da spodi vse ženske ter Honzo ozmerja s klatežem in faliranim študentom. Sledi komičen dialog o zgodbi, v katero naj bi bil vključen Honza, kar se zdi Habilisu absurdno, kaj namreč bi neki pisatelj imel pisati o navadnem klošarju. Habilis mu jasno da vedeti, da je tu glavni, da naj raje uboga njegove ukaze. Honza se ne upira.
V nadaljevanju si Honza in Jula za mizo podajata steklenico in se pogovarjata o življenju v tem zatemnjenem jašku. Pridruži se jima Nela in z Julo ter Nela se ponudita, da umijeta Honzo, da ne bo zgledal kot pes. Ta se ujezi in plane po gorjačo, vedar se dekleti ne data. Sledi Honzov monolog: govori življenju na sploh, primerja se s psom. Spominja se svojih otroških dni, ko ga je oče odpeljal k čarodeju. Leže na tla, Nela poklekne k njumu ter ga začne umivati. Honza dogodek s čarodejom primerja z življenjem v jašku. Nela mu umije ustnice in ga poljubi. Honzi se toži po zunanji svobodi, svetlobi. Če bi vedel kam se podaja, se ne bi nikdar odpravil v hrib, ampak bi lepo ostal na svoji klopci na Kongresnem trgu. Medtem ga Nela poljublja in leže nanj.

### 3.  dejanje
Habilis in Anastazija sedita drug poleg drugega in profesor začne riniti Anastaziji pod krilo. Ta ga odriva, vendar on odneha šele, ko ga večkrat opozori.  
Sledi Anastazijin monolog o moškem duhu. Vsi so na neki način isti. Pripoveduje o tem, kako občuduje Habilisa in ga po drugi strani prezira. Habilis se vklopi v njen samogovor in razkrije svojo dolgoletno željo, da bi mu umivala noge. V nadeljevanju navdušeno govori o slavi, ki ga čaka zaradi današnjega odkritja človeškega skeleta. Anastazija mu začne mu umivati noge. Nato vstopi Honza, umit, obrit in počesan, pove, da ga je umila Nela in kako ga je božala. Oba sta zgrožena in  Habilis Nelo ozmerja s psico.
Sledi peti monolog, Habilisov. Govori o Janusovi glavi ter o Keltih in njihovem pobijanju  nasprotnikov. Nela  nastalo tišino prekine z očitanjem, da je Habilis človek, ki se ponoči plazi k njej, maha z gorjačo, iz ljudi dela pse, da je navaden goljuf in norec. Sooči jih z resnico o halštatski provinci: sami dobro vedo, da ni bilo nobenega upora, da so tu notri navadne kosti, ki so ostale od prejšne vojne. Habilis ne more verjeti, da se mu je Nela postavila po robu. Prepričuje jih naprej, vsi drugi razen Anastazije ga imajo za norega. Nela in Habilis se začneta ruvati za fibulo, nato jo zveže na stol, ter ji grozi, da jo bo vrgel v brezno. Vsem prepove zapustiti rudniški jašek. Vsi ostali se poskrijejo, Habilis pa namerava Neli izrezati srce, tako kot so Kelti izrezovali srca svojim izdajalcem.

### 4. dejanje (epilog)
Na klopi v parku sedita dva klateža, Honza in Jula. Podajata si steklenico, ter se pogovarjata o dogajanju v rudniškem jašku. Vrne se pogrešana Nela in pove, kaj se ji je zgodilo v treh dneh, ko je ni bilo na spregled. Ustavil jo je neki gospod, ki ji je rekel, da bo v naslednem življenju arheologinja on jo bo pa postavil v neko igro. Izkaže se, da bil to sam pisatelj, ki je iskal pet oseb za svoje delo. Klateži parodično odigrajo prizor med Habilisom in Nelo. Mimo prideta sprehajalca, Habilis in Anastazija, ki se pretvarjata se, da trojice ne poznata. Honza iz žepa potegne dolgo pogrešano fibulo. Habilis in Anastazija ostrmita, vendar nato oditeta naprej. Honza se  prestraši, zato steče za njima ter jima proda fibulo. Pride nazaj, vsi trije sedejo na klop. Neli se toži po fibuli, saj je izgubila edini spominek na rudniški jašek. Honza jo potolaži, da ima lahko za spominek njega.